# Thannhausen (Austria)
Thannhausen è un comune austriaco di 2 402 abitanti nel distretto di Weiz, in Stiria.